# 개방 컬렉터
개방 컬렉터 또는 오픈 컬렉터(open collector)는 내부적으로 연결되지 않은(즉, "개방된") 단자가 노출된 트랜지스터를 통해 IC의 내부 기능을 처리하는 집적 회로(IC) 출력 핀 구성을 나타낸다. IC의 내부 고전압 또는 저전압 레일 중 하나는 일반적으로 해당 트랜지스터의 다른 단자에 연결된다. 트랜지스터가 꺼지면 출력이 내부 전원 레일에서 내부적으로 분리되는데, 이 상태를 "하이-임피던스"(Hi-Z)라고 한다. 따라서 개방형 출력 구성은 한 쌍의 트랜지스터를 사용하여 특정 전압이나 전류를 출력하는 푸시풀 출력과 다르다.
이러한 개방형 출력 구성은 트랜지스터가 스위치 역할을 할 때 로직 레벨 변환, 유선 로직 연결 및 라인 공유를 허용하는 디지털 애플리케이션에 자주 사용된다. Hi-Z 상태 동안 출력을 특정 전압으로 설정하려면 일반적으로 외부 풀업/다운 저항기가 필요하다. 아날로그 애플리케이션에는 아날로그 가중치, 합산, 제한 및 디지털-아날로그 변환기가 포함된다.
NPN BJT(n형 양극 접합형 트랜지스터) 및 nMOS(n형 금속 산화물 반도체 전계 효과 트랜지스터)는 PNP 및 pMOS 관련 제품보다 전도도가 높으므로 이러한 출력에 더 일반적으로 사용될 수 있다. PNP 및 pMOS 트랜지스터를 사용하는 개방형 출력은 NPN 및 nMOS 트랜지스터에서 사용되는 반대 내부 전압 레일을 사용한다.

## 같이 보기
- 커먼 컬렉터
- 세-상태